# Човдар (Дашкесанский район)
Човдар (азерб. Çovdar) — село  в Дашкесанском районе Азербайджана. Расположено на севере района.

## История
Село было образовано в 1869 году.

## Население
Согласно переписи населения в 2009 году в селе проживало 132 жителя.

## Золотой рудник
Неподалеку от села находится месторождение золота и серебра, которое было открыто в 1998 году. В 2012 году начались строительные работы. Добыча с месторождения началась в 2016 году.

### Човдарский некрополь
В феврале 2019 года в ходе строительных работ здесь были обнаружены образцы древних гробниц. Работы были прекращены, и были организованы археологические раскопки, которые длились около 5 месяцев. Здесь было обнаружено 156 могил и более 6 000 экспонатов. Было выявлено, что найденные здесь артефакты относятся к Ходжалинско-Гядабейской культуре эпохи поздней бронзы - раннего железа.